# كالفي (كامبانيا)
كالفي ( الكامبانيان : Coppacorte ) هي (بلدية) في مقاطعة بينيفينتو في منطقة كامبانيا في جنوب إيطاليا ، وتقع حوالي 60 كم شمال شرق نابولي ، وحوالي 10 كم على بعد جنوب شرق بينيفنتو .
كما أنها تنتمي إلى منطقة سامنيوم التاريخية ، و يبلغ ارتفاع أراضيها ما بين 169 مترًا و 388 مترًا فوق مستوى سطح البحر .
وحتى عام 1958 ، شكلت سان نازارو بلدية واحدة فقط مع كالفي الحالية ، واسمها سان نازارو كالفي .
تشترك كالفي مع حدود البلديات التالية: آبيس ، و ميرابيلا إكلانو ، و بيتراديفوسي ، و سان جورحيو ديل سانيو ، و سان نازارو ، وفينتيكانو .